# Teasdale (Utah)
Teasdale es un lugar designado por el censo situado en el condado de Wayne, Utah  (Estados Unidos). Según el censo de 2010 tenía una población de 191 habitantes.

## Demografía
Según el censo de 2010, Teasdale tenía una población en la que el 95,3% eran blancos, 0,0% afroamericanos, 2,6% amerindios, 1,0% asiáticos, 0,5% isleños del Pacífico, el 0,0% de otras razas, y el 0,5% pertenecían a dos o más razas. Del total de la población el 1,6% eran hispanos o latinos de cualquier raza.